# Кэлхун, Рори
Рори Кэлху́н (англ. Rory Calhoun, также Рори Калху́н; 8 августа 1922 — 28 апреля 1999) — американский актёр, продюсер, сценарист, известен своими ролями в вестернах.

## Биография

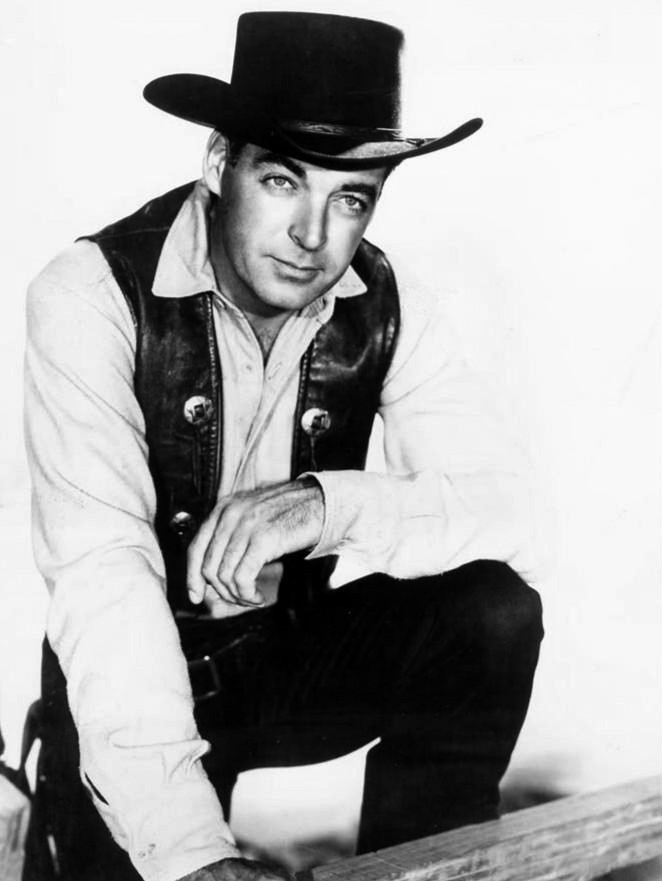
В роли Билла Лонгли в телесериале «Техасец» (1960)

Фрэнсис Тимоти Маккаун родился в Лос-Анджелесе, Калифорния, и имел наполовину ирландские, наполовину испанские корни. Свои первые годы провёл в городе Санта-Круз, штат Калифорния. Его отец был профессиональным игроком в карты и умер, когда сыну исполнилось всего 9 месяцев. Когда мать Фрэнка повторно вышла замуж, он взял себе фамилию отчима Дарджин.
Трудное детство актёра пришлось на годы Великой депрессии, когда многие подростки становились на преступный путь. В возрасте тринадцати лет он украл револьвер, из-за чего был отправлен в Калифорнийскую исправительную колонию, откуда сбежал. В 17 лет ушёл из дома, спасаясь от побоев отчима, и некоторое время занимался электромонтажом автомобилей. После ограбления нескольких ювелирных магазинов украл машину и поехал через границу штата. Был пойман и приговорён к трём годам исправительных работ в Спрингфилде, Миссури. По истечении наказания был переведён в тюрьму Сан-Квентин по другим обвинениям и пребывал там до условного освобождения, которое произошло незадолго до его двадцать первого дня рождения.
До случайной встречи с актёром Аланом Лэддом, представившим его своей жене Сью Кэрол, которая способствовала его дальнейшей карьере в кино, сменил множество профессий, в том числе водителя, механика, лесоруба, пожарного, шахтёра, ковбоя и рыбака. Высшего образования не получил.
Дебютировал в патриотической музыкальной комедии Льюиса Сейлера «Как помочь парням» (1944), затем снялся в эпизодической роли в военной мелодраме Ллойда Бэкона «Воскресный ужин для солдата». На одной из вечеринок познакомился с продюсером Дэвидом О. Селзником, заключив контракт с его фирмой Vanguard. По совету Селзника, первоначально использовавшим его для кинопроб и презентаций, выбрал себе звучный псевдоним Рори Кэлхун, созвучный с рычанием льва, а также напоминавший о его работе пожарным. Его участие вместе с Ланой Тёрнер в премьере «Завороженного» Альфреда Хичкока (1945) в постановке Селзника привлекло внимание папарацци, после чего фотографии его появились во многих газетах и журналах. Многообещающая карьера внезапно была прервана новым арестом и сроком, полученным за драку.
Не снимался в фильмах в течение года, прежде чем был представлен продюсеру Солу Лессеру, снявшись в его фильме «Красный дом» (1947), после чего заключил контракт с киностудией Paramount Pictures, чтобы сыграть главную роль в экшенах «Остров приключений» (1947) и «Чудесное путешествие» (1948). В 1947 году также снялся вместе с Рональдом Рейганом и Ширли Темпл в мелодраме Питера Годфри «Эта девушка из Хагена».
В 1949 году впервые снялся в вестерне «Смертельная река», поставленном Джоном Роулинсом на студии Windsor Pictures. В августе 1950 года подписал семилетний контракт с компанией 20th Century Fox, в рамках которого в 1952 году снялся в приключенческом боевике Жака Турнёра «Путь гаучо», а в 1954-м, вместе с Робертом Митчемом и Мэрилин Монро, в музыкальном вестерне «Река не течёт вспять». Приобрёл амплуа эффектного героя приключенческих фильмов и вестернов, в котором отвага и обаяние нередко сочетались с нестрогой моралью и безрассудством.
В 1954—1956 годах сотрудничал к компанией Universal Studios, где его гонорар, по его собственным словам, составлял 75 000 долларов за фильм. Наиболее успешными картинами с его участием стали вестерны «Жёлтый томагавк», «Рассвет в Сокорро», «Пуля ждёт», «Сокровища Панчо Вильи», «Грубый край» и др. В 1957 году вместе со своим партнёром Виктором Орсатти основал собственную продюсерскую компанию Rorvic Productions. В 1958—1960 годах был сопродюсером и исполнителем главной роли в телесериале «Техасец», после чего снялся в нескольких приключенческих кинолентах в Европе, в том числе эпике Серджо Леоне «Колосс Родосский» (1961).
По возвращении в США, он снялся в нескольких вестернах разных кинокомпаний, включая «Меткий ястреб» (Bern-Field Productions, 1963), «Палец на курке» (Films Internacionales, 1965), «Восстание апачей» (AC Lyles, 1965). На излёте карьеры был занят в нескольких научно-фантастических и шпионских картинах, в 1982—1987 годах исполнил роль судьи Тайлера в популярной мыльной опере «Капитолий», а в 1988 и 1993 годах соответственно снялся в эпизодических ролях в телесериалах «Альфред Хичкок представляет» и «Байки из склепа». Последней заметной его работой в кино стала роль патриарха семейства и владельца ранчо Эрнеста Такера в музыкальной драме «Жизнь в стиле кантри» (1992), прохладно встреченной критиками.
Всего Кэлхун снялся в более чем 80 полнометражных фильмах и более чем 100 телесериалах. В 1956 году он выступил в качестве сопродюсера фильма в жанре нуар «Полёт в Гонконг», в 1957-м — продюсера боевиков «Наёмник» и «Домино Кид», в 1958 году — вестерна «Восстание апачей», а в 1989-м — сопродюсером боевика «Стальные кулаки». В 1955 году впервые написал собственный сценарий для фильма «Дробовик», сняться самому в котором ему не удалось, а в 1957 году для картины «Домино Кид», после чего стал признанным сценаристом. Также является автором романов «Человек из Падеры» (1979) и «Серрадо» (1980).
Его политические взгляды отличались консерватизмом, в молодости он поддерживал маккартистов, во время президентской компании 1964 года голосовал за правого кандидата от Республиканской партии Барри Голдуотера, а в 1980-х являлся сторонником политики Рональда Рейгана.
Удостоился двух звёзд на голливудской «Аллее славы»: за вклад в развитие киноиндустрии по адресу 7007 Голливудский бульвар и за вклад в развитие телевидения по адресу 1752 Вайн-стрит.
Умер в городе Бербанк, Калифорния в возрасте 76 лет от осложнений, связанных с эмфиземой и диабетом.

## Личная жизнь
Был женат дважды. Имел трёх дочерей от первой жены Литы Барон, с которой вступил в брак в 1948 году, ещё одну от второй, журналистки Сью Роудс, на которой женился в 1971-м, а также дочь от внебрачной связи с актрисой Витиной Маркус. Обладал репутацией «сердцееда», ему приписывались романы, как минимум, с 79 женщинами, которых назвала Барон во время бракоразводного процесса; при этом сам актёр иронически заметил, что она не назвала и половины реального их числа.

## Избранная фильмография
| Год       |   | Русское название                              | Оригинальное название                    | Роль                            |
| --------- | - | --------------------------------------------- | ---------------------------------------- | ------------------------------- |
| 1944      | ф | Как помочь парням                             | Something for the Boys                   | солдат                          |
| 1945      | ф | Матадоры                                      | The Bullfighters                         | Эль-Брильянте                   |
| 1945      | ф | Ноб-Хилл                                      | Nob Hill                                 | боксёр                          |
| 1947      | ф | Красный дом                                   | The Red House                            | Теллер                          |
| 1947      | ф | Эта девушка из Хагена                         | That Hagen Girl                          | Кен Френо                       |
| 1947      | ф | Остров приключений                            | Adventure Island                         | Херрик                          |
| 1948      | ф | Чудесное путешествие                          | Miraculous Journey                       | Ларри Берк                      |
| 1949      | ф | Смертельная река                              | Massacre River                           | Фил Эктон                       |
| 1950      | ф | Билет в Томагавк                              | A Ticket to Tomahawk                     | Дакота                          |
| 1950      | ф | Окружная ярмарка                              | County Fair                              | Питер Бреннан                   |
| 1950      | ф | Возвращение беглеца                           | Return of the Frontiersman               | Лараби                          |
| 1951      | ф | Роуг-Ривер                                    | Rogue River                              | Оуни Роджерс                    |
| 1952      | ф | Путь гаучо                                    | Way of a Gaucho                          | Мартин Пеналоса                 |
| 1952      | ф | С песней в моём сердце                        | With a Song in My Heart                  | Джон Бёрн                       |
| 1953      | ф | Как выйти замуж за миллионера                 | How to Marry a Millionaire               | Ибен Салем                      |
| 1953      | ф | Паудер-Ривер                                  | Powder River                             | Чино Баллок                     |
| 1953      | ф | Серебряный хлыст                              | The Silver Whip                          | шериф Том Дэвиссон              |
| 1954      | ф | Река не течёт вспять                          | River of No Return                       | Гарри Уэстон                    |
| 1954      | ф | Рассвет в Сокорро                             | Dawn at Socorro                          | Бретт Уэйд                      |
| 1954      | ф | Жёлтый томагавк                               | The Yellow Tomahawk                      | Адам                            |
| 1954      | ф | Четверо у границы                             | Four Guns to the Border                  | Калли                           |
| 1954      | ф | Пуля ждёт                                     | A Bullet Is Waiting                      | Эд Стоун                        |
| 1955      | ф | Грабители                                     | The Looters                              | Джесс Хилл                      |
| 1955      | ф | Негодяи                                       | The Spoilers                             | Александер Макнамарра           |
| 1955      | ф | Сокровища Панчо Вильи                         | The Treasure of Pancho Villa             | Том Браун                       |
| 1956      | ф | Кровавый закат                                | Red Sundown                              | Алек Лонгмайер                  |
| 1956      | ф | Грубый край                                   | Raw Edge                                 | Текс Кирби                      |
| 1956      | ф | Полёт в Гонконг                               | Flight to Hong Kong                      | Тони Дамонт                     |
| 1957      | ф | Рейд во имя мести                             | Ride Out for Revenge                     | маршал Тейт                     |
| 1957      | ф | Наёмник                                       | The Hired Gun                            | Джил Маккорд                    |
| 1958      | ф | Сага о Хэмпе Брауне                           | The Saga of Hemp Brown                   | Хэмп Браун                      |
| 1958      | ф | Территория апачей                             | Apache Territory                         | Логан Кейтс                     |
| 1958—1960 | с | Техасец                                       | The Texan                                | Билл Лонгли                     |
| 1960      | ф | Гром в Каролине                               | Thunder in Carolina                      | Митч Купер                      |
| 1961      | ф | Колосс Родосский                              | Il colosso di Rodi                       | Дарий                           |
| 1961      | ф | Сокровища Монте-Кристо                        | The Treasure of Monte Cristo             | капитан Адам Корбетт            |
| 1962      | ф | Марко Поло                                    | Marco Polo                               | Марко Поло                      |
| 1963      | ф | Меткий ястреб                                 | The Gun Hawk                             | Блэйн Мэдден                    |
| 1963—1966 | с | Дни в Долине Смерти                           | Death Valley Days                        | Уильям Ричардсон / Берт Моссман |
| 1965      | ф | Восстание апачей                              | Apache Uprising                          | Джим Корбетт                    |
| 1965      | ф | Палец на курке                                | Finger on the Trigger                    | Ларри Уинтон                    |
| 1965      | ф | Молодая ярость                                | Young Fury                               | Клинт Маккой                    |
| 1966      | ф | Наш человек в Багдаде                         | Our Men in Bagdad                        | Алекс                           |
| 1968      | ф | Операция «Орлиный крест»                      | Operation Cross Eagles                   | сержант Шон Мак-Эффи            |
| 1969      | ф | Изумруд Артатамы                              | The Emerald of Artatama                  | Джек Купер                      |
| 1972      | ф | Ночь Лепуса                                   | Night of the Lepus                       | Коул Хиллман                    |
| 1976      | ф | Вон Тон Тон — собака, которая спасла Голливуд | Won Ton Ton, the Dog Who Saved Hollywood | Филлип Харт                     |
| 1978      | с | Гавайи 5-O                                    | Hawaii Five-O                            | Эдгар Майлс                     |
| 1979      | с | Повстанцы                                     | The Rebels                               | Брин                            |
| 1982—1987 | с | Капитолий                                     | Capitol                                  | Джадсон Тайлер                  |
| 1988      | с | Альфред Хичкок представляет                   | Alfred Hitchcock Presents                | Джимми Терсон                   |
| 1992      | ф | Жизнь в стиле кантри                          | Pure Country                             | Эрнест Такер                    |
| 1993      | с | Байки из склепа                               | Tales from the Crypt                     | Паук                            |